# Дзьоган смугастокрилий
Дзьога́н смугастокрилий (Veniliornis spilogaster) — вид дятлоподібних птахів родини дятлових (Picidae). Мешкає в Південній Америці.

## Опис
Довжина птаха становить 17 см. У самців тім'я червоне, поцятковане чорними плямками, у самиць чорне, поцятковане білими плямками. Верхня частина тіла оливкова, поцяткована охристими смугами. Голова поцяткована білими смужками. Лоб і обличчя білуваті, скроні поцяткована чорними смужками. Нижня частина тіла пістрява, поцяткована білуватими і оливковими смужками.

## Поширення і екологія
Смугастокрилі дзьобгани мешкають на південному сході Бразилії (на південь від Гоясу, Мінас-Жерайсу і Сан-Паулу), на сході Парагваю, на північному сході Аргентини та в Уругваї. Вони живуть у вологих рівнинних і гірських атлантичних лісах, в саваннах серрадо та в галерейних лісах. Зустрічаються поодинці або парами, на висоті до 2000 м над рівнем моря. Живляться комахами ті їх личинками, а також плодами, зокрема Trema micrantha.